# Danford-Schwertlilie
Die Danford-Schwertlilie (Iris danfordiae), auch als Winter-Iris oder Gelbe Zwerg-Iris im Handel, ist eine Pflanzenart aus der Gattung der Schwertlilien (Iris) innerhalb der Familie der Schwertliliengewächse (Iridaceae).

## Merkmale
Die Danford-Schwertlilie ist eine frühjahrsgrüne, ausdauernde krautige Pflanze, die Wuchshöhen von 5 bis 10 Zentimeter erreicht. Dieser Geophyt bildet Knollen, die oft unzutreffend „Zwiebeln“ genannt werden, als Überdauerungsorgane. Die meist zwei (ein bis drei) Laubblätter sind vierkantig. Zur Blütezeit sind sie 7 bis 10 Zentimeter lang, später erreichen sie über 20 Zentimeter.
Die Blüten sind gelb. Die Domblätter sind reduziert, pfriemlich und 0,3 bis 0,5 Zentimeter lang. Die Hängeblätter stehen anfangs ab, später sind sie zurückgeschlagen. Sie weisen einen langen, dunkelgrün gefleckten Nagel auf. Die Perigonröhre ist meist 4 (3 bis 6) Zentimeter lang.
Die Blütezeit reicht von März bis April.
Die Chromosomenzahl beträgt 2n = 18 oder 27.

## Vorkommen
Die Danford-Schwertlilie kommt in der Nordost-Türkei und in der Süd-Türkei in den Provinzen Adana und Niğde auf steinigen, sonnigen Hängen und in offenen Koniferenwäldern in Höhenlagen von 1000 bis 2000 Meter vor.

## Nutzung
Die Danford-Schwertlilie wird zerstreut als Zierpflanze in Steingärten und Rabatten genutzt. Sie ist seit spätestens 1889 in Kultur.